# Гросольберсдорф
Гросольберсдорф (нем. Großolbersdorf) — община в Германии, в земле Саксония. Подчиняется административному округу Хемниц. Входит в состав района Рудные Горы. Население составляет 3000 человек (на 31 декабря 2010 года). Занимает площадь 22,61 км².